# Операция „Паукеншлаг“
Операция „Паукеншлаг“ от 14 януари до 31 август 1942 година е военна операция по време на Битката за Атлантика през Втората световна война.
Тя започва малко след влизането на Съединените щати във войната и включва кампания от нападения срещу американски и британски кораби от подводниците на Германия и Италия. В продължение на месеци Съюзниците не успяват да организират ефективна защита на транспортните си кораби и претърпяват тежки загуби.